# Upplands län
Upplands län is een voormalige provincie in het oosten van Zweden. Het bestond in twee aparte perioden, namelijk na de eerste Zweedse grondwet van 1634-1641, en opnieuw van 1654-1714. In de periode 1641-1654 en na 1714 werd de provincie opgesplitst in Uppsala län en Stockholms län.